# Aéroport de Sydney-J.A. Douglas McCurdy
L'aéroport de Sydney-J.A. Douglas McCurdy est un aéroport situé en Nouvelle-Écosse, au Canada.

## Compagnies et destinations
| Compagnies         | Destinations                                |
| ------------------ | ------------------------------------------- |
| Air Canada Express | Montréal (P.-E.-Trudeau), Toronto (Pearson) |
| WestJet Airlines   | En saison: Calgary                          |

Édité le 14/04/2025